# Jarlshof
Lo Jarlshof è un sito archeologico del villaggio scozzese di Sumburgh, nell'isola di Mainland (Shetland), costituito da varie strutture di epoche diverse e comprendente un insediamento dell'Età del Bronzo, un insediamento dell'Età del Ferro, un villaggio vichingo, una fattoria medievale e una residenza del XVI-XVII secolo.

## Origini del nome
Il nome del sito si deve ad un'invenzione dello scrittore Walter Scott, che nel suo racconto The Pirate combinò due termini che significano "case del conte" (in inglese earl's house).

## Storia

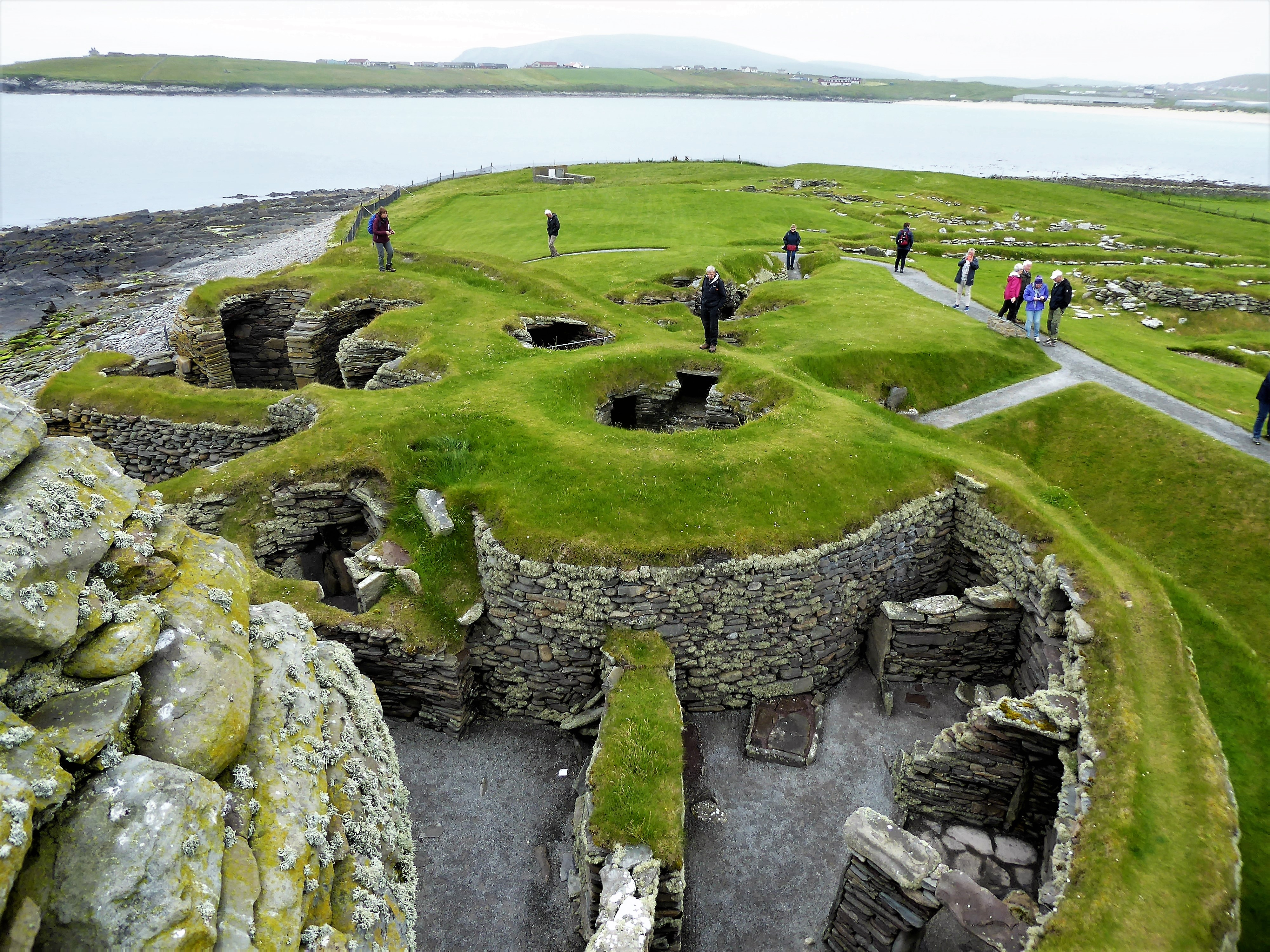
Un'area del sito

Parte del sito venne alla luce nel corso del XIX secolo dopo una tempesta. In seguito a quest'evento, emersero delle mura risalenti ad alcuni millenni prima di Cristo.
In seguito, furono intrapresi tra il 1897 e il 1905 degli scavi da parte di un proprietario locale, John Bruce.
Un'importante opera di scavi ebbe però inizio solamente a partire dal 1925, dopo che l'area era divenuta oggetto di studio da parte di importanti archeologi quali A.E. Curle, V.G. Childe, J.S. Richardson e J.R.C. Hamilton. 
A quest'ultimo si deve la descrizione del sito, che fu riportato alla luce nel 1957.

## Descrizione
Il sito si estende in un'area di 3 acri.

### Villaggio dell'Età del Bronzo
Il villaggio dell'Età del Bronzo comprende alcune capanne all'interno delle quali sono state rinvenute varie suppellettili, quali asce, coltelli e spade.

### Villaggio dell'Età del Ferro
Il villaggio dell'Età del Ferro è databile al 200 a.C. ca.
L'insediamento comprende un broch dell'altezza di 2,4 metri.

### Villaggio vichingo
Il villaggio vichingo comprende risale probabilmente al IX secolo e comprende 7 case
L'insediamento annovera la prima casa lunga rinvenuta nel Regno Unito.

### Jarlshof House
L'edificio più recente del complesso archeologico è la Jarlshof House, fatta costruire probabilmente da Robert Stewart, primo conte delle Orcadi.
L'edificio venne in seguito occupato dalla famiglia Bruce di Symbister e fu in seguito ricostruita nel 1604 da Patrick Stewart, secondo conte delle Orcadi. La casa divenne in seguito nota come The Old House of Sumburgh.